# Ольховський Федір Михайлович
Фе́дір Миха́йлович Ольхо́вський (1903 , Новотроїцьке, Маріупольський повіт, Катеринославська губернія, Російська імперія  — невідомо ) — український радянський діяч, 1-й секретар кількох райкомів КП(б)У Кам'янець-Подільської і Станіславської областей, 3-й секретар Станіславського обкому КП(б)У. Депутат Верховної Ради УРСР 1-го скликання (1940–1947).

## Біографія
Народився 1903 року в багатодітній родині селянина-бідняка в селі Новотроїцьке, тепер Волноваський район, Донецька область, Україна. Навчався в сільській початковій школі. З вісімнадцятирічного віку працював на шахті: вантажник вугілля, вагонщик, свердляр, кріпильник, забійник.
У 1925–1927 роках — у Червоній армії. Став молодшим командиром РСЧА.
З 1927 року — забійник шахти Ново-Чайкіне на Донбасі. Без відриву від виробництва оволодів спеціальністю електрика.
Член ВКП(б) з 1931 року.
З 1931 по 1932 рік — культпроп партійного осередку шахти Ново-Чайкіне, з 1932 по 1933 рік — культпроп шахтного партійного комітету.
З 1933 по 1935 рік навчався в Маріупольській вищій комуністичній сільськогосподарській школі Донецької області.
У 1935–1937 роках — заступник директора Вільховецької машинно-тракторної станції (МТС) Вінницької області з політичної частини.
У 1937–1938 роках — 2-й секретар Ново-Ушицького районного комітету КП(б)У Кам'янець-Подільської області.
З 1938 по осінь 1939 року — 1-й секретар Теофіпольського районного комітету КП(б)У Кам'янець-Подільської області.
З вересня 1939 року — голова Тимчасового управління Калуського повіту Станіславського воєводства. У січні — червні 1940 року — 1-й секретар Калуського районного комітету КП(б)У Станіславської області.
У червні — липні 1940 року — 2-й секретар Чернівецького повітового комітету КП(б)У Буковини.
24 березня 1940 року обраний депутатом Верховної Ради УРСР 1-го скликання по Калушському виборчому округу № 358 Станіславської області.
26 серпня 1940 — липень 1941 року — 3-й секретар Станіславського обласного комітету КП(б)У.
З 1941 року — в Червоній армії, учасник німецько-радянської війни з червня 1942 року. Служив військовим комісаром управління тилу 38-ї армії, заступником начальника із політчастини тилів 38-ї армії 1-го Українського фронту.
З 1944 року — на партійній і радянській роботі в Кам'янець-Подільській (Хмельницькій) області.
На 1947 рік — 1-й секретар Віньковецького районного комітету КП(б)У Кам'янець-Подільської (Хмельницької) області.
Потім — на пенсії у місті Хмельницькому.

## Нагороди
- орден Трудового Червоного Прапора (23.01.1948)
- два ордени Вітчизняної війни ІІ ст. (11.04.1944, 6.04.1985)
- ордени
- медалі